# 兩個桃子殺了三個讀書人
“兩個桃子殺了三個讀書人”是新文化運動時期，中華民國學者章士釗刊登在上海《新聞報》之評新文化運動中的句子；意指白話文拗口，但因涉曲解典故引起爭議。

## 論戰概要

### 首次
在新文化運動的浪潮中，胡適等人領導並開啓文學革命，主張推廣白話文以達到“我手寫我口”之目的，遂引起誓要維護文言的學者抵制，其中以章士釗領導甲寅派首當其衝，與胡適等人爭鋒相對，各自在報刊上發表文章，由此掀起一系列論戰。章士釗于一九二三年八月二十一、二十二日在上海《新聞報》以評新文化運動爲題，舉二桃殺三士例，批判白話繁雜，宣揚文言優點：
“[...]二桃殺三士。譜之于詩。節奏甚美。今曰此于白話無當也。必曰兩個桃子殺了三個讀書人。是亦不可以已呼。”——章士釗，評新文化運動
在章士釗發表文章后不久，同樣支持新文化運動的魯迅在一九二三年九月十四日北京《晨報副刊》以兩個桃子殺了三個讀書人爲題，指出此典故是出自《晏子春秋》：公孙接、田开疆、古冶子三名大将自恃功高，對相國晏嬰不敬，後晏嬰欲與齊景公謀除三人，景公賞三人兩個桃子，使三人因無法分配而自盡。故此可看出，“士”意即勇士，而非士族、士大夫的“讀書人”。魯迅于文章中批評章士釗為宣傳文言文引經據典，卻錯用：
“[...]旧文化也实在太难解，古典也诚然太难记，而那两个旧桃子也未免太作怪：不但那时使三个读书人因此送命，到现在还使一个读书人因此出丑，“是亦不可以已乎”！”——魯迅，兩個桃子殺了三個讀書人

### 二次
在鲁迅的文章刊登后，章士釗并未第一时间回应；不过他一度有轉變立場的迹象，與新文學運動領袖胡適和好，在某次宴席中还贈與胡適一首白話文新詩，以示對「新文學運動的投降」；後者則相應寫了篇七言绝句贈於章，也稱願與他「相親不相鄙」。
但在一九二五年《甲寅》復刊時，身為主編的章士釗卻要求投稿「文字務求雅訓，白話恕不發布」，並接連發佈數篇批評白話文運動的議論，使胡適認為其出爾反爾，故於一九二五年八月三十日《國語期刊》刊登老章又反叛了！一文，批評章士釗是“時代的落伍者”還提及評新文化運動中的“謾駡”并不能阻止白話文運動發展。
作爲回應，章士釗于一九二五年九月十二日《甲寅》一卷第九号期刊上重新發表評新文化運動一文，但新增了一段后文，並為先前「兩個桃子殺了三個讀書人」事件辯解，認爲將勇士錯寫為讀書人，只是一種“小節”而不影響他要表達的主旨：
“[...]北京報紙。屢以文中士與讀書人對舉。為不合情實。意為二桃殺之士。乃言勇士。非讀書人。此等小節。寧關謀篇本旨。且不曰學曰學。其理彼乃蒙然。又可曬也”。——章士釗，甲寅版評新文化運動

魯迅則于一九二六年六月十日《莽原》半月刊第十一期將此前發表之兩個桃子殺了三個讀書人文章重新登刊，新題再來一次，並添加前言以諷章是讓“迷信”他的讀者再買一次他所寫下的文字：

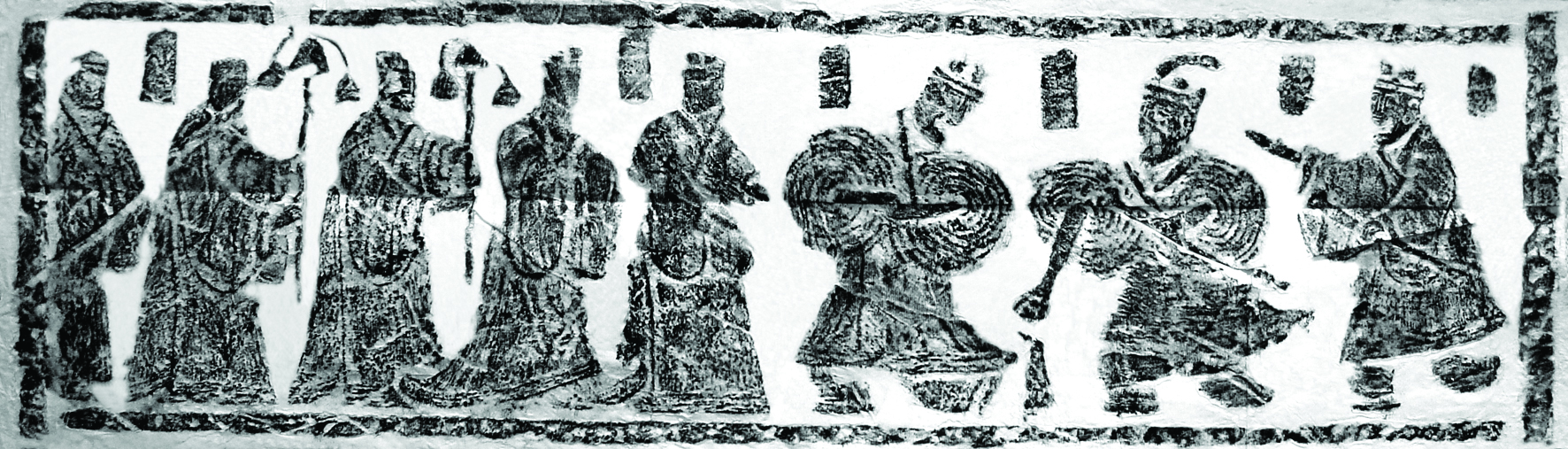
汉代“二桃杀三士图”画像石拓片

[...]去年編定《熱風》時，還有紳士們所謂“存心忠厚”之意，很刪削了好几篇。但有一篇，卻原想編進去的，因為失掉了稿子，便只好從缺。現在居然尋出來了；待《熱風》再版時，添上這篇，登一個廣告，使迷信我的文字的讀者們再買一本，于我倒不無裨益。但是，算了罷，這實在不很有趣。——魯迅，再來一次
魯迅後在一九三四年八月二十四日《中華日報·動向》刊登大雪紛飛一文，將章士釗這句“兩個桃子殺了三個讀書人”與李燄生的“大雪一片一片紛紛的下着”并列為“適得其反”的語句；他在文中指出“白話並非文言的直譯，大衆語也並非文言或白話的直譯”。其也認爲文人隨著階級跨越，與一般人思想與智識的脫離大抵“勢所難免”，然爲闡釋觀點而自造解釋、發表脫離一般民衆智識的言論，實則是“從隱蔽之處挖出來的自己的醜惡，不能使大衆羞，只能使大衆笑”。以上文章分別在兩人身後收錄進《章士釗全集》和《魯迅全集》中。

## 文獻
1. 1 2 3 4  喬麗華. . “鲁迅与汉画”学术研讨会论文集 (上海鲁迅纪念馆).
2. 1 2  陈鲁民. . 中国宁波网. 2022-04-28  [2022-12-13]. （原始内容存档于2022-12-02）.
3. 1 2  劉少勤. . 《书屋》二〇〇四年第三期.
4. ↑  .   [2022-12-13]. （原始内容存档于2022-12-13）.
5. 1 2  胡俊修; 肖琛. . 国学网. 三峡大学马克思主义学院. 2016-12-16  [2022-12-16]. （原始内容存档于2022-12-16） –光明日报 （中文（中国大陆））.
6. ↑  . 中國大陸: 秀威資訊出版社. 2011-7: 22页–24页. ISBN 9789862217832.
7. ↑  周树人. . 人民文学出版社. : 581.